# الحميط (المحويت)

تعديل مصدري - تعديل

الحميـط هي إحدى قرى عزلة بني الوليد بمديرية المحويت التابعة لمحافظة المحويت، بلغ تعداد سكانها 81 نسمة حسب تعداد اليمن لعام 2004.